# كرد خراسان
أكراد خُراسان (بالكردية: کوردانی خۆراسان، بالفارسية: كردهاي خراسان) هم فئة من الأكراد الإيرانيين المقيمين في خراسان على الحدود الإيرانية التركمنستانية، يقيمون في ثلاث محافظات إيرانية وهي شمال خراسان ورضوي خراسان وغلستان. يتكلمون اللغة الكردية باللهجة الكرمانجية الشمالية، وهم من الشيعة الإثني عشريَّة.

## تاريخ
تم نقل أسلاف أكراد خراسان إلى هذه المناطق في عهد الشاه عباس الأول (1588 – 1629) من السلالة الصفوية. من المفترض أن السبب هو حماية الحدود الشرقية لإيران من الهجمات الأوزبكية والتركمانية. في مواجهة الهجمات المدمرة للأوزبك والتركمان ، هاجر الأكراد إلى منطقة خراسان الكبرى.
هناك نحو مليوني كردي في محافظة خراسان، المنحدرين من الذين رُحّلوا إلى المحافظة الإيرانية ( خراسان ) في القرن السابع عشر، يقول أفراسياب شيكوفته، المؤسّس المشترك لمؤسسة لندن الكرمانجية لأهل خراسان: “لا يزال وجودهم مجهولاً إلى حد كبير ، ولا يُسمح للأكراد الخراسانيين أن يتعلموا لغتهم الأم” كما يقول ” حتى أن الأكراد في خراسان ليس لديهم ولو مدرسة ابتدائية واحدة بلغتهم الأم.”
ظل أجداد أكراد خراسان الأوائل محايدين في الحرب بين الفرس و العثمانيين في القرن السابع عشر. ولأنهم يعيشون على الحدود، فقد تم ترحيل حوالي 50000 منهم باتجاه الشرق إلى خراسان لمنعهم من التحالفات المحتملة مع العثمانيين. ورغم كل الصعاب، حافظ أكراد خراسان على لغتهم وتقاليدهم وثقافتهم، فلا زالوا يتحدثون الكرمانجية، اللهجة الكردية ، التي يتحدث بها أكثر من 20 مليون كردي، في تركيا وسوريا واجزاء من كردستان العراق واقصى شمال غرب إيران.